# Gówno prawda
Gówno prawda (zapis stylizowany: Gówno Prawda) – album muzyczny wydany w Polsce zawierający utwory różnych wykonawców muzycznych. Jest to składanka muzyczna polskich wykonawców związanych ze sceną Rock Against Communism, prezentujących pod względem muzycznym takie style jak metalcore, groove metal, hardcore. Album został wydany przez wytwórnię Mad Dog Records. Miało to miejsce w 2013 r. Zamieszczono go na jednej płycie kompaktowej.

## Historia i album
Album muzyczny „Gówno Prawda” został wydany w Polsce, w 2013 r.. Jako nośnik danych do jego dystrybucji zastosowano jedną płytę kompaktową. Wydawcą była wytwórnia muzyczna Mad Dog Records. Jest to album kompilacyjny zawierający dwanaście utworów muzycznych wykonywanych przez pięciu wykonawców. W niektórych opracowaniach określany jest także jako split. Reprezentują oni scenę Rock Against Communism i rocka patriotycznego, a pod względem muzycznym kompozycje przez nich prezentowane zaliczane są do gatunku muzycznego jaki jest rock, a w jego ramach do takich nurtów jak metalcore, groove metal, hardcore.
Projekt i album muzyczny „Gówno Prawda” traktowany jest jako działanie przeciwko Gazecie Wyborczej, która ze wglądu na publikowanie krytycznych artykułów o scenie i wykonawcach nurtu patriotycznego, tożsamościowego, jest traktowana przez nich jako wrogi obóz walczący z muzykami o takich poglądach i z twórczością niosącą takie właśnie przekazy, co znajduje także odzwierciedlenie w obrazie zamieszczonym na tytułowej stronie obwoluty albumu.

## Wykonawcy
W albumie znalazły się utwory następujących wykonawców: Generał Skalski, Irydion & Ptaku, Legion Twierdzy Wrocław, Tormentia. Warto przy tym zaznaczyć, że zespół muzyczny Irydion i raper Ptaku wykonują razem, wspólnie utwór „Agorafobia”.
| Lp. | Wykonawca               | liczba utworów |
| --- | ----------------------- | -------------- |
| 1   | Generał Skalski         | 2              |
| 2   | Irydion & Ptaku         | 1              |
| 3   | Legion Twierdzy Wrocław | 5              |
| 4   | Tormentia               | 4              |

## Utwory
| lp. / CD | Wykonawca               | tytuł                  |
| -------- | ----------------------- | ---------------------- |
| 1        | Generał Skalski         | Intro                  |
| 2        | Irydion & Ptaku         | Agorafobia             |
| 3        | Tormentia               | Czerwoni Mordercy      |
| 4        | Legion Twierdzy Wrocław | Tyle Lat Minęło Już Tu |
| 5        | Tormentia               | Jesteśmy Nienawiścią   |
| 6        | Legion Twierdzy Wrocław | Polityczne Dno         |
| 7        | Legion Twierdzy Wrocław | Izotop Fałszu 86!      |
| 8        | Tormentia               | Czas Wracać            |
| 9        | Legion Twierdzy Wrocław | Szmatławiec            |
| 10       | Tormentia               | Ślepa Sprawiedliwość   |
| 11       | Legion Twierdzy Wrocław | Znak Orła              |
| 12       | Generał Skalski         | Outro                  |

## Kontrowersje i oceny
Zarówno muzycy jak i ich twórczość prezentowana w albumie budzi kontrowersje i sprzeciw, przede wszystkim środowisk lewackich i liberalnych. Przykładowo w kontekście głównie zespołu Irydion i rapera Ptaku, ale także i Legionu Twierdzy Wrocław oraz Tormentii, przez jednego z publicystów album ten wymieniany jest jako przykład negatywnej działalności wykonawców muzycznych oskarżanych o propagowanie poglądów rasistowskich, ksenofobicznych, nacjonalistycznych (tu uważanych za godne potępienia), a nawet faszystowskich. Powyższe opinie zostały zaczerpnięte i zacytowane przez autora tego artykułu w ślad za stroną Stop Nacjonalizmowi Centrum Analiz Ruchów Neofaszystowskich i Ksenofobicznych. Takie też stanowisko zajmują i inni publicyści, którzy krytykują artystów i wydawnictwo nie wprost za to konkretne dzieło ale ogólnie za ich działalność i rzekome powiązania ze sceną neonazistowską.
Album w serwisie internetowym „Rate Your Music” otrzymał ocenę (według stanu na grudzień 2024 r.) RYM Rating:  (1.91/5).